# Seznam slovenských hráčů v KHL v sezóně 2015/2016
Toto je seznam hráčů Slovenska v sezóně 2015/2016 KHL.
- HC Slovan Bratislava • Patrik Bacik • Milan Bartovič • Lukáš Kozák • Patrik Lušňák • Patrik Luža • Vladimír Mihálik • Michel Miklík • Ladislav Nagy • Christián Pavlas • Samuel Petraš • Radovan Puliš • Mislav Rosandić • Michal Sersen • Juraj Siska • Pavol Skalický • Dávid Skokan • Tomáš Starosta • Andrej Šťastný • Tomáš Surový • Ivan Švarný • Marek Tvrdoň • Juraj Valach • Marek Viedenský • Ľubomír Višňovský
- Ak Bars Kazaň • Marek Ďaloga
- Amur Chabarovsk • Michel Miklík
- Barys Astana • Ján Laco
- Medveščak Zářeb • Milan Jurčina
- HK Sibir Novosibirsk • Andrej Meszároš